# Formens
Formens este o companie producătoare de costume din Botoșani, înființată în anul 1999.
Este deținută de omul de afaceri francez Gerard Losson.
Compania produce aproximativ 700.000 de costume pe an pentru 32 de țări, fiind pe locul cinci în topul producătorilor de costume din Europa.
Pe lângă fabrica din Botoșani unde lucrează 700 de angajați, compania mai deține și un punct de lucru la Dorohoi, unde lucrează 200 de oameni.
Număr de angajați în 2014: 1.000 
Cifra de afaceri:
- 2014: 43 milioane euro [1]
- 2013: 37,6 milioane euro [3]
- 2005: 3,2 milioane euro [2]